# Амато, Джузеппе
Джузеппе Амато (итал. Giuseppe Amato; 24 августа 1899 — 3 февраля 1964) — итальянский кинопродюсер, сценарист и режиссёр. Он создал 58 фильмов между 1932 и 1961. Родился в Неаполе, Италия, и умер в Риме, Италия, от сердечного приступа.
Он особенно известен фильмом «Похитители велосипедов».

## Избранная фильмография
- 1940 — Алые розы — режиссёр
- 1942 — Четыре шага в облаках
- 1946 — Шуша
- 1945 — Рим, открытый город
- 1952 — Умберто Д.
- 1952 — Маленький мир дона Камилло
- 1958 — Семь холмов Рима — сценарист
- 1959 — Проклятая путаница
- 1960 — Сладкая жизнь